# Ogljikova nanocevka
Ogljikova nanocevka (CNT) je cev iz ogljika s premerom, ki se običajno meri v nanometrih.
Ogljikove nanocevi so zgrajene iz ene plasti grafita, ki je zvita v brezšivno cev. Ogljikove nanocevke delimo v dve kategoriji. Enostenske nanocevi (SWCNT) so zgrajene iz ene same plasti grafita (plast ima debelino premera enega C atoma). Večstenske nanocevi (MWCNT) pa so zgrajene iz več plasti grafita, ki so med seboj razporejene koaksialno ali spiralno.
Ogljikove nanocevi imajo zelo zanimive fizikalne lastnosti. Postale so najmočnejši znani material. Natezno trdnost imajo lahko tudi do 20-krat večjo jeklo, pri čemer imajo samo polovico gostote aluminija.
Električni tok prevajajo bolje kot baker, imajo za tri velikostne rede večjo maksimalno gostoto toka. Tudi pri prevajanju toplote nimajo tekmeca.
CNT so verjetno eden izmed najboljši prevodnikov elektrike, najbolj tog in trd material, ki bo kdaj obstajal. Ima podobne lastnosti toplotnega prevodnik kot diamant in z vso možnostjo kemijskih reakcij na ogljik, ki jih nudi organska kemija.
Prvo omembo ogljikovih struktur, ki imajo na sredini luknjo, najdemo že leta 1958. Prave več plastne nanocevke (MWCNT) pa so odkrili šele leta 1991, kot stranski produkt pri sintezi fulerenov. Dve leti kasneje sta Sumio Iijima in Donald S. Bethune odkrila še enoplastne nanocevke. Od takrat se obseg raziskovanja teh čudovitih fizikalnih objektov eksponentno veča.
Svetovni trg ogljikovih nanocevk je bil leta 2018 ocenjen na približno 4,5 milijarde ameriških dolarjev, vendar naj bi se ta številka do leta 2026 povečala za več kot 10 milijard ameriških dolarjev. Predvidoma je trg nanocevk za leto 2026 ocenjen na približno 15 milijard ameriških dolarjev.

## Struktura enostenske nanocevi (SWCNT)
Struktura idealne oz. neskončno dolge enostenske ogljikove nanocevke SWCNT je pravilna šesterokotne mreža, narisana na neskončni valjasti površini. Pri tem so oglišča lege atomov ogljika. Dolžina vezi ogljik-ogljik je fiksna, obstajajo omejitve glede premera valja in razporeditve atomov na njem.

### Cik-cak in armchair struktura nanocevke
Glede na kiralni kot ločimo dve vrsti ogljikovih nanocevk:
- Cik-cak struktura:

Pri proučevanju cik-cak nanocevk na grafitni mreži definiramo vektor med ogljikovimi atomi, ki se po korakih skozi vsako vez obrne za 60 stopinj, izmenično levo in desno. Pri tem ta razporejenost vezi predstavlja obliko cik-cak vzorca od tod izhaja ime.
- Armchair struktura:

V primeru armchair razporeditve vezi v mreži med ogljikovimi atomi nanocevk, pa se vektor spreminja tako, da naredi dva leva zavoja za 60 stopinj, nato pa sledita dva desna zavoja. Ta vzorec se ponavlja prek celotne mreže in tvori vzorec podoben stolu (naslonjaču) od tod ime.

### Rekordna dolžina nanocevke
Do zdaj najdaljša ustvarjena ogljikovih nanocevka naj bi bila približno dolga približno 550 mm, leta 2013. To nanocevko so gojili na silicijevih substratih z uporabo izboljšane metode kemičnega nanašanja s paro in predstavljajo električno enakomerne nize enostenskih ogljikovih nanocevk.
Za najkrajšo ogljikovo nanocevko lahko štejemo organsko spojino ciklo parafenilen, ki je bila sintetizirana leta 2008.

## Delitev nanocevk

### Enostenske nanocevke (SWCNT)
So enostenske ogljikove nanocevke, poznane tudi kot Bucky cevke in imajo premer od 0,7 do 2 nanometra ter električno prevodnost bakra. Enoplastne cevke si je lahko predstavljati kot da vzamemo eno ravnino grafita, kjer so sp² hibridizirani ogljikove atomi povezani v heksagonalno mrežo, katero zvijemo v cevko. Pri tem moramo paziti, da heksagonalne obroče spojimo koherentno. Pri čemer jih ne moremo več razloločiti, kje smo ravnino spojili skupaj. V primeru zaprte cevke vsak konec zaključimo s polovico fulerena primernega premera. Premer cevke geometrijsko ni omejen. Če pa gledamo energijo pa je cevka stabilna nekje do premera 2.5 nm. Večje cevke se sesedejo v dvoplastni trak, ki je energijsko ugodnejši. Po drugi strani pa so tudi cevke majhnega premera nestabilne. To je posledica velike ukrivljenosti in napetosti, ki se pojavijo. Tako stanje potrebuje več energije za nastanek. Uspešno so sintetizirali cevke do najmanjšega premera 0.4 nm. Energijsko najbolj ugodne pa so cevke premera približno 1.4 nm, ki so tudi najbolj pogoste neodvisno od načina njihove sinteze. Dolžina nanocevk pa je neomejena in je odvisna od načina sinteze. Dolžine segajo tja do mikrometra ali celo milimetra. Odvisno od strukture in dodajanja drugih elementov so SWCNT polprevodne ali pa imajo kovinske lastnosti.

### Večstenske nanocevke (MWCNT)
Večplastne cevke so bistveno bolj kompleksne. Sestavljene so iz več cevk, ene znotraj drugih, podobno kot koaksialni kabel. Število plasti MWCNT nanocevk je poljubno, od dveh pa do poljubno mnogo. Razdalja med plastmi je 0.34 nm, kar je podobno kot razdalja med plastmi v grafitu (0.335 nm). Včasih nastale strukture v notranjosti  sploh nimajo luknje, zato jim ne moremo reči nanocevke, ampak nanovlakna. Pogosto nastanejo večplastne cevke v obliki bambusa, tako da so v notranjosti na določenih delih zaprte.
Dvostenske ogljikove nanocevke (DWCNT) tvorijo poseben razred nanocevk, saj so po svoji morfologiji in lastnostih podobne SWCNT, vendar so bolj odporne na kemikalije. Površina nanocevk ima lastnosti SWCNT, le s tem da se me C atomi me slojema pojavijo dvojne vezi. Pojav dvojnih vezi povzroči nastanek lukenj , tako pa se spremenijo delno spremenijo tudi mehanske in električne lastnosti.

## Lastnosti nanocevk
Ogljikove nanocevke imajo v vseh pogledih edinstvene lastnosti. Najbolj zanimive so enoplastne nanocevke. V primeru nanocevk ogljik tvori tri močne kovalentne vezi in se tako veže v stabilne eno atomne plasti. SWCNT so glede na strukturo kovinske ali polprevodne, kar predstavlja dobre električne lastnosti kot tudi izjemne mehanske lastnosti. Lastnosti ogljikovih nanocevk se ločijo v 4 različne skupine:

### Mehanske lastnosti
Vezi med ogljikovimi atomi (sp² hibridizacija) so močnejše kot v diamantu (sp³ hibridizacija). Posledično so izjemno stabilne na deformacije. Natezna trdnost je tudi do 20-krat večja kot pri jeklu, zanša pa okrog 45 GPa. Pri skoraj idealnih (brez defektov) večplastnih cevkah so izmerili natezno trdnost celo do 150 GPa. Youngov modul nanocevk je okrog 1.2 TPa, kar je pri vrhu najboljših materialov na trgu. Pri tem pa imajo pol manjšo gostoto kot aluminij.
Zanimivo je da so ogljikove nanocevke, kljub veliki trdnosti izredno elestične, podobno kot guma. Če nanocevko upognemo za pravi kot ali več se bo sama poravnala v prvotno stanje, brez da bi utrpela kakršne poškodbe. V primero, da želimo te lastnosti posamezne nanocevke prenesti na uporaben material je potrebno iz nanocevk narediti makroskopska vlakna. Izdelava makroskopskih vlaken je tehnološki proces, kjer nanocevke zmešajo v raztopino s pomočjo nepolarnega topila (alkohol ali olje). To raztopino obsevajo z ultrazvokom in jo potiskajo skozi majhno luknjo. Pri tem nastanejo vlakna debeline človeškega lasu, ki pa imajo lastnosti daleč od posameznih nanocevk. Razlog je v tem, da nanocevke drsijo ena ob drugi. Da bi to preprečili jih obsevajo z rentgenski žarki, da nastanejo vezi med cevkami. Na ta način sicer delno oslabijo samo strukturo cevk, zato mora biti sevanje dobro odmerjeno. S tem postopkom so uspeli narediti vlakna, ki imajo podobne mehanske lastnosti kot jeklo. Za sintezo super trdnega materiala narejenega iz nanocevk je še dolga pot, a znanstveniki postopoma razvijajo nove metode za izdelavo supermateriala.

### Električne lastnosti
Pri nanocevkah se elektronskim stanjem grafita pridružijo še spiralna zvitost nanocevke. Elektroni lahko zaradi kvantno omejenega prostora potujejo le vzdolž nanocevke. Zaradi kvantne narave prevodnost nanocevk ni odvisna od njihove dolžine. Prevajajo lahko ogromno gostoto toka okoli 109A/cm², kar je tri velikostne rede več kot baker. Nenavadna lastnost je tudi to da so lahko polprevodne ali pa kovinske, kar pogojuje kiralni kot zvitosti nanocevke.
Približno ena tretjina nanocevk, ki nastanejo pri procesu sinteze je kovinskih, ostale pa so polprevodne. Polprevodne cevke imajo energijsko režo 1.1 eV, podobno kot silicij. Če ima nanocevka v svoji strukturi ravno primeren defekt (peterokotnik + sedmerokotnik), je na eni strani polprevodna na drugi pa kovinska, kar se obnaša kot Schottky dioda. Pri nizkih temperaturah (~1K) postanejo enoplastne cevke superprevodne. Kritični tokovi so vse do 0.05 μA na cevko. Nekateri raziskovalci so celo izmerili, da so večplastne nanocevke superprevodne celo do 400K. Te meritve pa so precej negotove in bo potreba še počakati na njihovo potrditev.

### Toplotna prevodnost
Zardi svojih močnih vezi so nanocevke izjemno dobri toplotni prevodniki. Toplotna prevodnost je enaka kot pri izolirani ravnini grafita ali pri diamantu (~3000W/mK). Nekatere meritve kažejo, da je toplotna prevodnost celo večja od 6000W/mK.

### Kemijske lastnosti
Enoplastne ogljikove nanocevke so stabilne na zraku do 750°C. V inertni atmosferi pri temperaturi 1500°C-1800°C začnejo razpadati v grafitu podobno snov. Nanocevke imajo zelo veliko površino (400-900mm²/g), preko katere lahko interagirajo (tvorijo vezi) z okoljem. Imajo sposobnost absorpcije zelo velike količine raznih snovi. Zaradi prisotnosti ogljika lahko reagirajo v vrsti organskih reakcij in tvorijo različne produkte. Z vgradnjo kovinskega atoma, ki deluje kot katalizator na površino ali v nanocevko povečamo učinkovitost katalizatorja.

## Sinteza nanocevk
Da bi lahko izdelovali ogljikove nanocevke določenega tipa, dovolj čiste, strukturno dobre in po sprejemljivi ceni, bi morali dobro poznati mehanizem njihove sinteze. Mehanizmi so kljub intenzivnim raziskavam po celem svetu še vedno dokaj nepoznani. Glede na to, da obstaja veliko načinov izdelave ogljikovih nanocevk, pri katerih se pogoji precej razlikujejo, lahko sklepamo, da obstaja več mehanizmov, ki sodelujejo pri nastajanju nanocevk. 
Sinteze na podlagi trdnega vira ogljika so postopki temeljijo na sublimaciji grafita pri visoki tempreraturi ob prisotnosti katalizatorja v inertni atmosferi. Pri proizvodnji SWCNT istočasno nastaja nekaj prevodnih in polprevodnih cevk, ki pa jih med seboj ločimo z visoko napetostjo, tako da uparimo prevodne cevke. Nekoč in še danes so to najpopularnejši načini za izdelavo fulerenov, ki nastajajo v večini, če ne dodamo katalizatroja. Obstajata dva glavna načina sinteze nanocevk na tej osnovi in sicer laserska sublimacija in električni oblok.

### Laserska sublimacija
Z laserjem moči od 100W do 1600W svetimo na grafit, ki se nahaja v inertnem plinu. Temperatura izparevanja je med 1000K in 2100K. Brez katalizatorja nastajajo predvsem večplastne nanocevke MWCNT do dolžine 300 nm. Takoj ko grafitu dodamo majhno količino (nekaj procentov ali manj) prehodnih elementov (Cu, Co) začnejo nastajati enoplastne nanocevke. Vse imajo zelo podoben premer. Združujejo se v vrvi s premerom 5 do 20nm, katere so lahko dolge tudi več 100 μm. Cevke so zaprte in ne tvorijo nobene povezanosti s kakšnim delcem katalizatorja.

### Električni oblok
Princip je popolnoma enak kot pri laserski tehniki, le da potrebno temperaturo ustvarimo s pomočjo električnega obloka. Ravno tako potrebujemo katalizator in inertni plin. Tipičen tok je 80A in razdalja me elektrodama 1mm. Kakšne vrste nanocevk nastanejo je zelo odvisno od pogojev.

### Sinteza na podlagi plinastega vira ogljika
Pri temperaturi med 600 in 1000°C vodimo plin (CH4, C2H2, C2H4, C6H6 ali CO) preko majhnih delcev katalizatorja (Fe, Co, Ni). Pri tem nastajajo razne vrste nanocevk in nanovlaken, kar je precej odvisno od katalizatorja. Najbolj pogosto nastajajo eno in dvoplastne nanocevke premera med 1 in 3 nm. Združujejo se v tanjša vlakna dolžine do 100 μm.

## Uporaba nanocevk
Uporaba ogljikovih cevk je najpogostejša za elektronske naprave in visokotrdne kompozite. Možnost uporabe se kaže na večjih področjih. Glede na njihove električne, toplotne in mehanske lastnosti se jim obeta uporaba v nanoelektroniki in nanomehaničnih napravah. V mehanskih napravah izkoriščamo predvsem veliko trdnost tega materiala. Posamezne cevke bi tvorile nanožice ali pa aktivne komponente elektronskih naprav kot so diode in tranzistorji. Uporabljajo se kot ključna osnova za specialne prevodne kompozite, zaslone, Litij-ionske baterije, vlakna z visoko trdnostjo, pretvorniki sončne energije.
- Možnost uporabe nanocevk v avtomobilski industriji kot dodatek nanocevk v karoserijske dele, pomeni poviša prevodnost površine. V tem primeru postanejo površine primerne za lakiranje na principu elektrostatike. Pri dodatku SWNT v organske polimere za LED-diode se spremeni luminiscenca in s tem podaljša življenjska LED-diod.[3]

- Gorivne celice in baterije so področje, kjer imajo nanocevke velik potencial. V nanocevko namreč lahko vgradimo Li ali H atom. Kompoziti z nanocevkami so primerni za vodikove rezervorje za goribne celice.[3]
- Nanocevke absorbirajo tudi  strupene snovi kot so dioksini, svinec, alkoholi in to najbolje od vseh poznanih snovi (do 10-krat bolje kot aktivno oglje). Zato bi bile zelo uporabne za čiščenje tako zraka kot vode.[2]

- Nanocevke so tudi uporabne kot kemijski senzorji raznih snovi. Če vežemo v nanocevke določene specifične molekule lahko te postanejo izjemno selektivne za absorbcijo točno določene druge snovi. V obratnem primeru adsorbcije nanocevk na površino molekul, se spremenijo električne lastnosti molekule, ki jo lahko izmerimo.[3]

- Katalizatorji so kovine, ki pospešujejo ali usmerjajo kemijske reakcije. Z vgradnjo kovinskega atoma na površino ali v nanocevko povečamo učinkovitost katalizatorja.[3]

- Plošče iz nanocevk predstavljajo izjemno trdo površino, ki je glede na težo 400-krat trdnejša od jekla.[3]

- Ogljikove nanocevke se rahlo deformirajo, če jih električno nabijemo. Na tej osnovi bi lahko naredili cel kup nanoorodij. Primer je nanopinceta, s kateri lahko prijemljemo delce velike samo 500 nm.[2]

- Iz nanocevk so že uspeli narediti kondenzator s kapaciteto 200 F/g. To je približno enako kot pri kondenzatorjih iz navadnih ogljikovih materialov, le da imajo kondenzatorji iz nanocevk precej večji maksimalni polnilni tok (350mA).[2]

- Uporabljajo se lahko za elektronske mikroskope, rentgenske cevi in zaslone. Da dobimo tok elektronov ne potrebujemo gretja kot je to pri navadnih katodnih ceveh, kar drastično zmanjša porabo energije. Taki zasloni imajo tudi prednosti pred tekočekristalnimi in plazemskimi zasloni.[2]

- Zadnje čase so zelo popularni mikroskopi na atomsko silo. Namesto navadne konice se lahko uporabi nanocevko. Taka konica je precej bolj ostra in omogoča boljšo resolucijo. Ker so nanocevke zelo prožne je taka konica tudi zelo odporna na mehanske obremenitve.[2]

## Vpliv na okolje in zdravje
Nanodelci so za človeško oko nevidni, z lahkoto pa se gibljejo tudi v bioloških sistemih. Njihova velikost jim omogoča tudi, da se izognejo človeškemu obrambnemu mehanizmu. Zaenkrat uporabljamo zelo male količine nano materialov, a se uporabnost eksponentno povečuje in s tem tudi tveganje zaradi nepoznanih učinkov na zdravje ljudi kot škodljivega učinka na okolje. Dejstvo je, da manjši kot so delci lažje prodirajo v tkivo, pljuča in kri. Lahko se pojavijo podobne reakcije na telo kot jih povzroča azbest (rakava obolenja). Strupenost ogljikovih nanocevk pripisujejo tako nitkasti obliki kot kemijskim interakcijam njene površine z okoljem .
70 nm nanodelci lahko prodrejo v pljučne mešičke, 50 nm delci v celice ter 30 nm celo v celično jedro. Nekateri delci lahko celo prebijejo možgansko ovojnico in prehajajo v možgane. Prehod skozi kožo je možen še posebej, če jih vtiramo v kožo (kozmetični izdelki), vstopajo prek poškodb na koži ali po njih stopamo bosi. Delci v telesu povzročajo splošna vnetja, karcinogena obolenja in različna kronična obolenja.
Strah, da imajo nanodelci močne nezaželene učinke na človeštvo in okolje je utemeljen, čeprav se zdi da je tveganje nekako obvladljivo, saj so nanodelci v naravi zelo lepljivi oz. se hitro združijo v velike kepe, ki pa jih človeško telo lahko izloči.
Nacionalni inštitut za varnost in zdravje pri delu (NIOSH) je vodilna ameriška zvezna agencija, ki izvaja raziskave in daje smernice o posledicah varnosti in zdravja pri delu ter uporabi nanotehnologije. Zgodnje znanstvene študije so pokazale, da lahko nekateri od teh delcev nanodelcev predstavljajo večje tveganje za zdravje kot večja oblika teh materialov.
Oktobra 2016 so bile enostenske ogljikove nanocevke registrirane s predpisi Evropske unije o registraciji, vrednotenju, odobritvi in omejevanju kemikalij (REACH) na podlagi ocene potencialno nevarnih lastnosti SWCNT. Na podlagi te registracije je dovoljeno trženje SWCNT v EU do 10 ton. Trenutno je vrsta SWCNT, registrirana prek REACH, omejena na določeno vrsto enostenskih ogljikovih nanocevk.